# 里貝拉布拉瓦

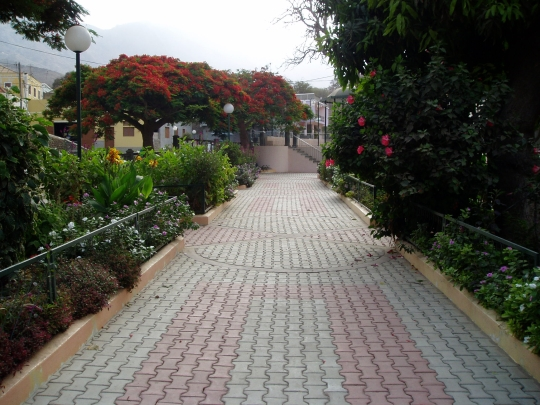
里貝拉布拉瓦

里貝拉布拉瓦是佛得角的城市，也是里貝拉布拉瓦縣的首府，位於聖尼古勞島西北部，始建於十七世紀，海拔高度295米，該市有醫院、郵政局、銀行和青年組織，2012年人口1,813。